# The Penalty of Silence
Vous pouvez aider à l'améliorer ou bien discuter des problèmes sur sa page de discussion.
- Il ne cite pas suffisamment ses sources. Vous pouvez indiquer les passages à sourcer avec {{référence nécessaire}} ou {{Référence souhaitée}}, et inclure les références utiles en les liant aux notes de bas de page. (Marqué depuis avril 2024)
- Certaines informations devraient être mieux reliées aux sources mentionnées dans la bibliographie ou les liens externes. Améliorez sa vérifiabilité en les associant par des références. (Marqué depuis avril 2024)

- Archive Wikiwix
- Bing
- Cairn
- DuckDuckGo
- E. Universalis
- Gallica
- Google
- G. Books
- G. News
- G. Scholar
- Persée
- Qwant
- (zh) Baidu
- (ru) Yandex
- (wd) trouver des œuvres sur Wikidata

Pour plus de détails, voir Fiche technique et Distribution.
The Penalty of Silence est un film muet américain réalisé par Wallace Reid et sorti en 1917.

## Fiche technique
- Titre : The Penalty of Silence
- Réalisation : Wallace Reid
- Scénario :
- Photographie :
- Montage :
- Producteur :
- Société de production : Universal Film Manufacturing Company
- Société de distribution : Universal Film Manufacturing Company
- Pays de production :  États-Unis
- Langue : film muet avec les intertitres en anglais
- Format : Noir et blanc — 35 mm — 1,33:1 — Muet
- Genre :
- Durée : 10 minutes
- Date de sortie : 
  - États-Unis : 30 avril 1917[1].

 Sauf indication contraire, les informations mentionnées dans cette section peuvent être confirmées par la base de données cinématographiques IMDb,  présente dans la section « Liens externes ».

## Distribution
- Wallace Reid
- Dorothy Davenport
- Ed Brady